# میجر سینپلکس
میجر سینپلکس (انگلیسی: Major Cineplex) شرکت املاک تایلندی است، که در سال ۱۹۹۵ تأسیس شد.